# ヒメムカシヨモギ
ヒメムカシヨモギ（姫昔蓬、学名:Conyza canadensis）は、キク科イズハハコ属の2年草。道端や荒れ地などに生える雑草。
明治維新の頃から鉄道線路に沿って広がったため、「ゴイッシングサ（御一新草）」・「メイジソウ（明治草）」・「テツドウグサ（鉄道草）」などとも呼ばれた。

## 特徴

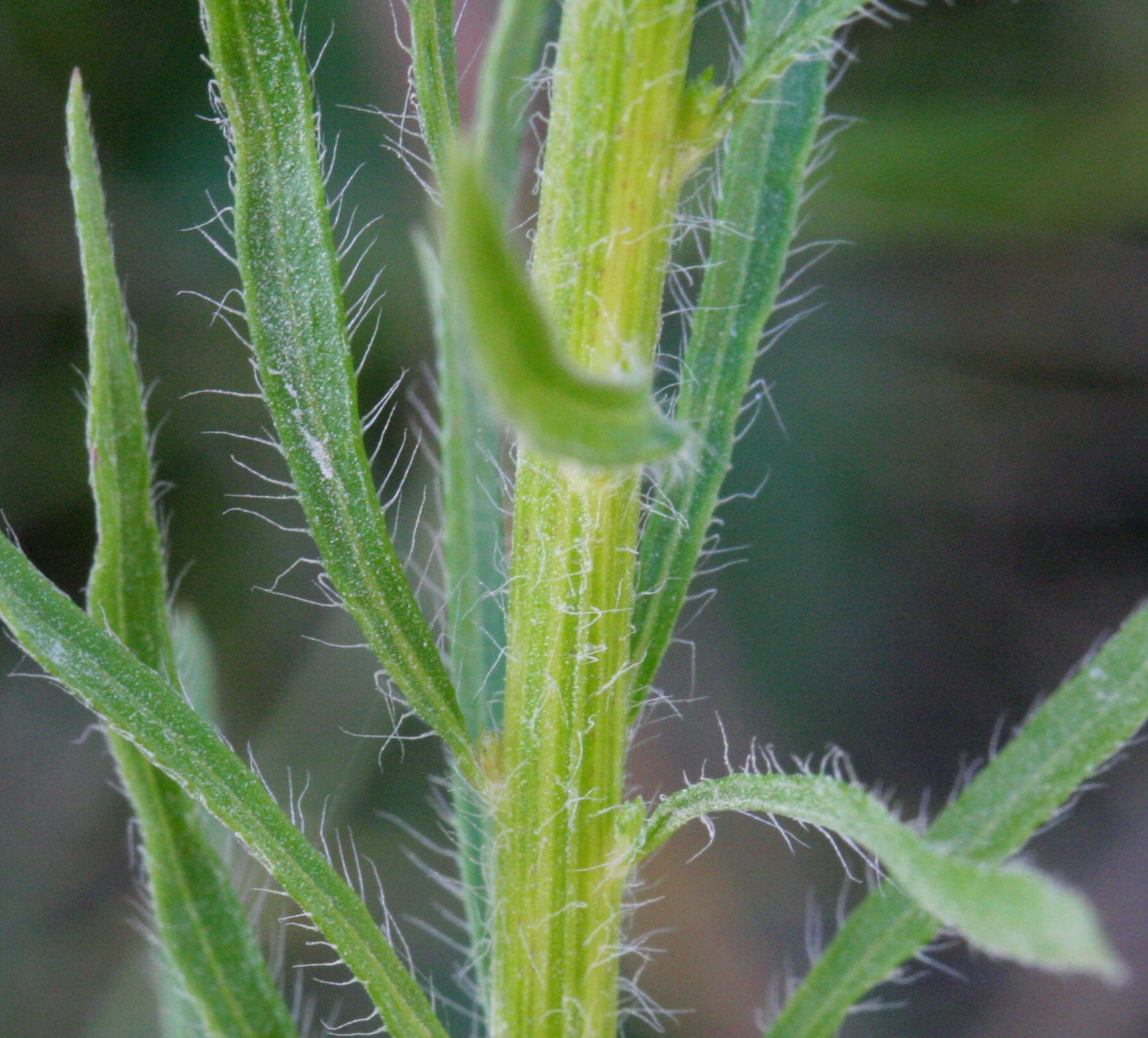
茎と葉には毛がある
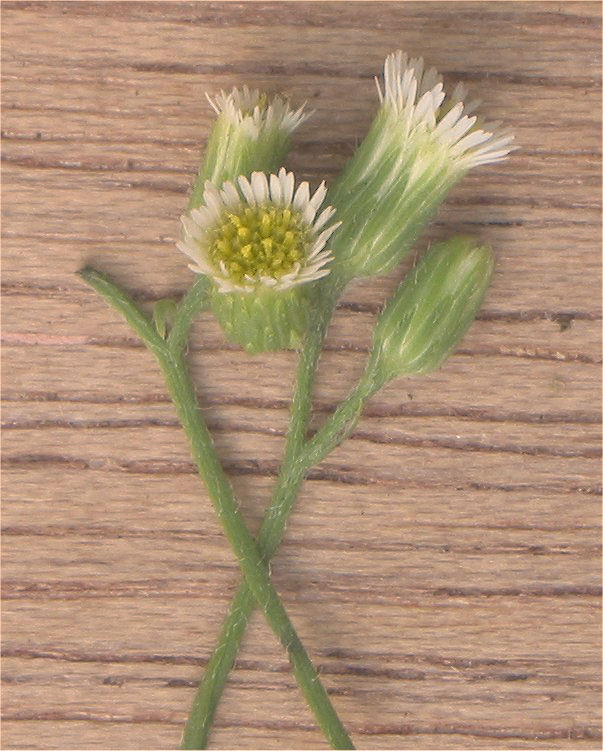
頭花
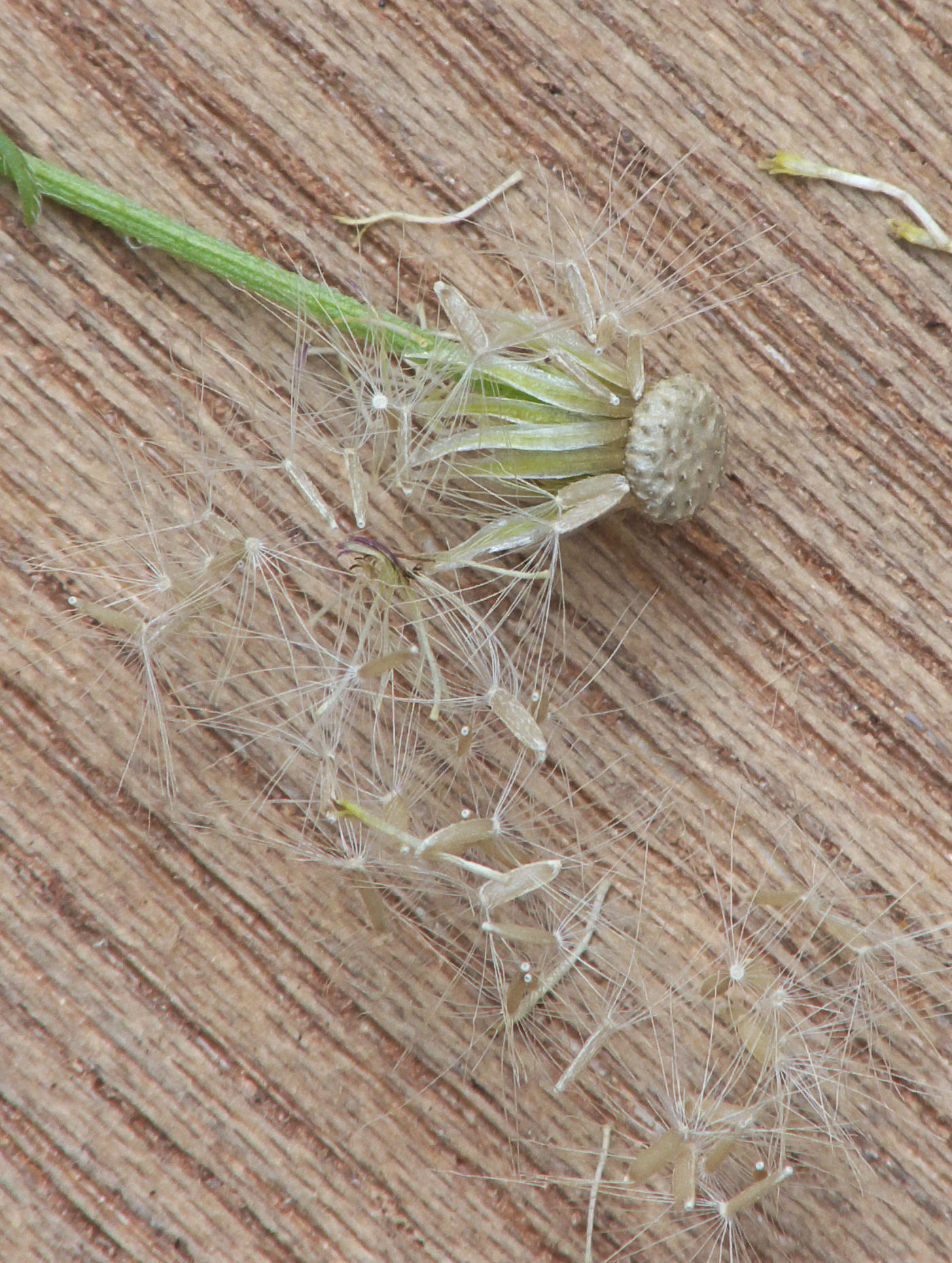
果実

## 分布
北アメリカ原産で、世界中に広がっている。日本では明治時代に確認された帰化植物。日本でも今では広く頒布している。

## 近縁種
ケナシヒメムカシヨモギ Conyza parva Cronquist
茎や葉に毛がない。

## その他
- 本来、食用ではないので食べられるものではないが、広島の原爆投下後の焼け野原で人々が空腹をしのぐため、団子にして食べたとされる[4]。